# Торре Монументаль
Торре Монументаль (исп. Torre Monumental) — памятник, расположенный в районе Ретиро в Буэнос-Айресе. Находится на площади Фуэрса Аэреа Аргентина (бывшая британская площадь) недалеко от угла улиц Авенида Сан-Мартин и Авениды Дель Либертадор. Был построен аргентинцами британского происхождения в ознаменование столетия Майской революции.
После Фолклендской войны в 1982 году, Torre de los Ingleses была переименована на своё первоначальное название: Торре Монументаль, хотя часть аргентинцев до сих пор называют её по-прежнему.

## История
18 сентября 1909 Национальный конгресс принял Закон № 6368, после просьб аргентинцев британского происхождения, которые предлагали создать монументальный памятник, посвященный столетию майской революции.
В 1910 году проекты были выставлены в Салоне Бон Марше и Галерее Пасифико. Победителем конкурса стал британский архитектор сэр Амброуз Пойнтер Макдональд (1867—1923), внук основателя Королевского института британских архитекторов.
Сооружение изначально рассматривалось как памятник в честь столетия со дня майской революции в виде колонны, но в результате строительства приняло форму башни.
Строительство велось компанией Hopkins y Gardom. Почти все материалы для здания (бетон, кирпич и камень) были привезены из Великобритании. Технический персонал также был из Великобритании.
Открытие башни состоялось 24 мая 1916 года. Задержка в строительстве была обусловлена, во-первых, Первой мировой войной, а во-вторых, тем что газовая компания, здание которой занимало место на площади, освободила место в 1912 году. В церемонии открытия приняли участие Президент Викторино де ла Пласа и британский посол Реджинальд Тауэр.

## Описание

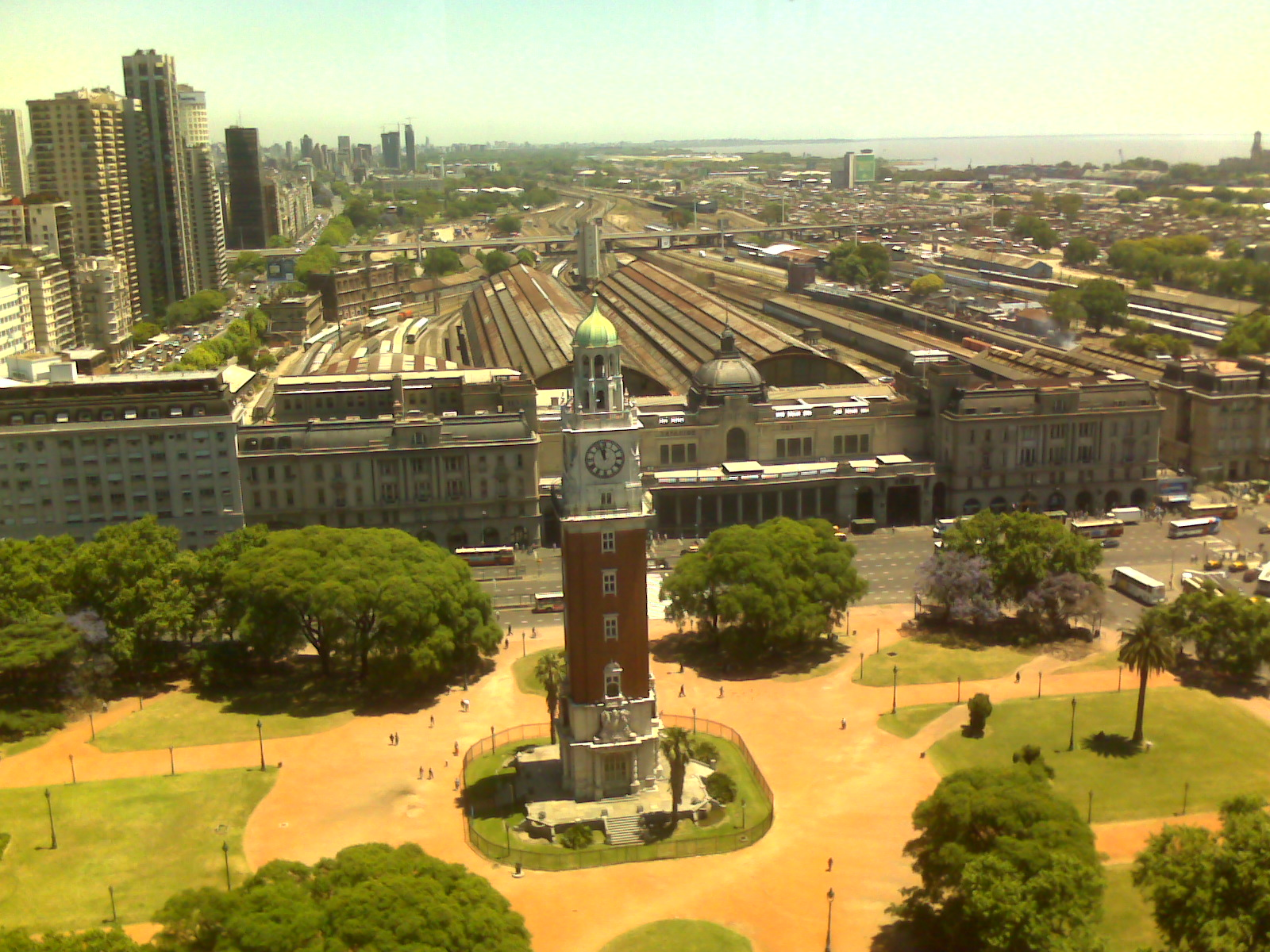
Torre Monumental на площади Фуэрса Аэреа Аргентина у вокзала Ретиро Митре.

Здание построено в стиле Палладио, который преобладал в конце шестнадцатого века в Великобритании, платформа здания с четырьмя лестницами. Над главным входом лицом к западу и с другой стороны здания, есть фризы, украшенные различными эмблемами Британской империи. Среди этих символов — чертополох, роза Тюдоров (является символом Англии), Красный дракон Уэльса и трилистник Ирландии.
Высота башни составляет 75,50 м и имеет восемь этажей. На 35 метре расположены часы, введенные в эксплуатацию в 1910 году аргентинским архитектором Родольфо Коппом, часы имеют четыре квадранта 44 дм в диаметре каждый и циферблаты на английском языке, но сегодня многие из них были заменены, из-за опасности террористических нападений во время Фолклендской войны. Двигателем часов является маятник и подвесок. У часов присутствуют пять бронзовых колоколов, звон которых раздаётся через четверть часа, что имитирует звон колоколов Вестминстерского аббатства. Самый большой колокол весит около семи тонн.
Башню венчает восьмиугольный купол, покрытый медными листами и стальными формами, на вершине вращается флюгер, изображающий трехмачтовый фрегат елизаветинской эпохи. Колокол Марк весит около 3 тонн и имитирует колокол в Вестминстерском аббатстве.
В нижней части расположены щиты, символизирующие Аргентину и Великобританию, надпись гласит: «аргентинский народ, британские жители, здоровье, 1810—1910 25 мая.»
Во время Фолклендской войны в 1982 году группа аргентинцев (противников Великобритании) напали на башню, уничтожая балюстрады и лестницы здания.

## Здание сегодня
Фернандо де ла Руа, во время пребывания на посту главы городского правительства, постановил выполнить общую реставрацию памятника, который был в состоянии очевидного упадка, и вновь открыть доступ для общественности. Разрушения, произведённые в 1982 году не были восстановлены, за исключением входной двери.
Был установлен современный стеклянный лифт, который использует оригинальные английские машины, ведущие на шестой этаж, присутствуют элементы от старого лифта. С верхней точки здания можно увидеть район Ретиро, железнодорожный вокзал и порт Буэнос-Айреса. Оттуда видны также маятниковые часы башни, расположенные на седьмом этаже.